# Eclipse lunar de 19 de novembro de 2021
| Eclipse Lunar Parcial 19 de novembro de 2021 | Eclipse Lunar Parcial 19 de novembro de 2021 |
| --- | -------------------------------------------- |
| Máximo do eclipse quase total visto de Starkville, Mississipi (EUA), 9:03 UTC |                                              |
| A Lua mergulhando quase inteiramente dentro da metade sul do cone de sombra da Terra, de oeste para leste (da direita para a esquerda), com o disco lunar praticamente todo coberto pela umbra, enquanto que uma pequena parte ao sul permanece na zona de penumbra. |                                              |
| Gamma | -0.4553                                      |
| Saros (e membro) | 126 (45 de 70)                               |
| Sequência de eclipses lunares |                                              |
| Anterior | 26 de maio de 2021                           |
| Próximo | 16 de maio de 2022                           |
| Duração (hr:mn:sc) |                                              |
| Parcial | 3:28:24                                      |
| Penumbral | 6:01:35                                      |
| Fases e Horários do Eclipse (UTC) |                                              |
| P1 | 6:02:09                                      |
| U1 | 7:18:43                                      |
| Máximo | 9:02:56                                      |
| U4 | 10:47:07                                     |
| P4 | 12:03:44                                     |

O eclipse lunar de 19 de novembro de 2021 foi um eclipse lunar parcial, o segundo e último de dois eclipses lunares do ano, sendo único como parcial. Foi visível no Oceano Pacífico, no Ártico, grande parte das Américas, centro-leste da Ásia, Austrália, Nova Zelândia e noroeste da Europa. Possuirá magnitude umbral de 0,9742 e penumbral de 2,0720.